# 129167 Dianelambert
129167 Dianelambert este o planetă minoră (asteroid) din centura de asteroizi. A fost descoperită pe 4 mai 2005 la Mount Lemmon⁠(d) de Mount Lemmon Survey⁠(d). 
Obiectul prezintă o orbită caracterizată de o semiaxă mare de 2,7363938497907 UAi, o excentricitate de 0,05, o înclinație de 2,8 ° în raport cu ecliptica.